# Иван Иванов (занаятчия)
Иван Кунчев Иванов е занаятчия, бояджия на гайтани и баща на Васил Левски.

## Биография
Роден е през 1808 г. в Кочмаларе (дн. Отец Паисиево). Той е седмото дете в семейството на Кунчо Тудоров и Виша. Учи в килийното училище и за времето си е грамотен и безмерно ученолюбив. През 1827 г. се жени за Гина Караиванова и имат 5 деца Ана (Яна) (1833 – 1913), Васил (1837 – 1873), Христо (1840 – 1870), Петър (1844 – 1881) и Мария (1847 – 1851).
Основната му професия е бояджия, багрилец на тъкани, която упражнява в бояджийницата, оставена му от баща му Кунчо Иванов. 
От 1844 г. зрението на Иван Кунчев Иванов започва да отслабва. Покрай това семейството изпада в сиромашия и спира да практикува занаята си. 
Умира от мозъчен кръвоизлив през 1851 година.